# Miss Wife
《帥氣的噩夢》（韓語：미쓰 와이프）是一部2015年上映的韓國喜劇片，由《我老婆是大佬》導演姜孝鎮執導，嚴正化、宋承憲主演，2015年8月13日在韓國上映。

## 劇情介紹
黃金單身貴族的金牌律師李研友某天接了個傷天害理的委託，原本春風得意之際卻出了車禍，可是到了天堂一查才知道，原來她是被誤抓來的。
同時，一位母親也因天堂人員之疏忽提早了一個月死亡。
天堂跟李研友談判，要李研友代替那個該在一個月後死去、卻提前一個月死掉的女人活過這一個月，然後就可以恢復到原本的身體延續作為金牌律師的原本生活。
李研友就這樣變成了擁有丈夫跟一對兒女的30幾歲已婚婦女，從原本是單身女郎的生活突然成為人妻、為人母，還要照顧整個家庭，從最開始的排斥到最後愛上整個家庭成員，然而一個月之期限就要到了……

## 演員陣容

### 主要角色
- 嚴正化 飾演 李研友，因為幼年時父親的不告而別，對男人抱有負面看法，後來成為金承煥34歲的妻子「李研友」。
- 宋承憲 飾演 金承煥，區公所上班族，李研友的丈夫，是個為了家庭省錢的家長。

### 其他角色
- 羅美蘭 飾演 美善，同社區的鄰家大嬸。
- 金相浩 飾演 天堂仲介所老闆，前世為李研友的父親。
- 徐信愛 飾演 金天空，金承煥與李研友的女兒，想去念戲劇學校，但一直被媽媽反對。
- 鄭智薰（朝鲜语：정지훈 (배우)） 飾演 金天晴，幼稚園學生，金承煥與李研友的兒子。
- 李準赫 飾演 崔洙哲，區公所課長。
- 金炳哲 飾演 鎮萬，區公所職員，已經跟妻子離婚。
- 高水熙 飾演 社區婦女會會長。
- 趙德濟 飾演 玉米攤老闆
- 李龍女 飾演 景萊，社區雜貨店店主。
- 金慧娜 飾演 尹款凞(劇中神位有漢字)，李研友的母親。
- 尹珠 飾演 智敏，女大生案件受害者，為了自己的未來選擇和解。
- 薛智允 飾演 智敏的媽媽，主張求償
- 李鍾求 飾演 金先生，社區保全。
- 權秀貞 飾演 童年時期的研友。
- 白哲民 飾演 朴燦真，女大生案件加害者，朴會長之子
- 孫光業 飾演 刑警。
- 金美熙 飾演 天堂仲介所前台助理。
- 李承鎬 飾演 崔慶勳，天空的同校同學。
- 金英武 飾演 律師，崔慶勳的辯護律師。
- 韓國振 飾演 刑警。
- 嚴彩英 飾演 敏兒，社區住戶的孩子。
- 鄭智安 飾演 崔課長夫人
- 韓伃蔚 飾演 護士

### 友情出演
- 金炳春 飾演 高中校長。
- 廉東憲 飾演 具氏，區廳長

### 特別演出
- 崔日和 飾演 朴會長，會慶集團會長，女大生案件加害者的父親。
- 鄭智允 飾演 藥劑師。
- 鄭侑碩 飾演 崔檢察官，李研友律師的前輩。
- 李多海 飾演 百貨精品店店員。

## 獲獎與提名
| 年份 | 頒獎禮       | 獎項       | 入圍者 | 結果 | 備註 |
| ---- | ------------ | ---------- | ------ | ---- | ---- |
| 2015 | 第52屆大鐘獎 | 最佳女主角 | 嚴正化 | 提名 |      |

## 外部鏈接
- Daum電影 （页面存档备份，存于）
- NAVER電影 （页面存档备份，存于）
- 韩国电影数据库（KMDb）上《Miss Wife》的資料
- 互联网电影数据库（IMDb）上《老婆小姐》的资料（英文）